# Франк КФА
Франк КФА (фр. franc CFA), африканский франк:

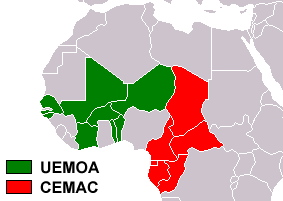
Страны зоны франка КФА.
Зелёный цвет — ЗАЭВС (UEMOA),
красный — ЦАВЭС (CEMAC)(ЭКОЦАС).

- денежная единица бывших французских владений в Западной и Экваториальной Африке и некоторых других территорий, выпускавшаяся различными центральными банками;
- в настоящее время — общее название двух денежных единиц 14 африканских стран, входящих в валютную зону франка (6 стран используют франк КФА BEAC и 8 стран — франк КФА BCEAO).

## Общая информация
Франк КФА в качестве денежной единицы французских владений в Западной и Экваториальной Африке введён декретом французского правительства от 26 декабря 1945 года.
При введении франка КФА в 1945 году аббревиатура КФА (фр. CFA) складывалась из начальных букв французских слов colonies françaises d’Afrique (французские африканские колонии). С завоеванием бывшими колониями независимости во второй половине 60-х годов XX века она стала расшифровываться как la Communauté financière africaine (Африканское финансовое сообщество) для 8 стран Западной Африки: Бенин, Буркина-Фасо, Гвинея-Бисау, Кот-д'Ивуар, Мали, Нигер, Сенегал, Того — и la Coopération financière en Afrique Centrale (Финансовое сотрудничество в Центральной Африке) для 6 стран: Габон, Камерун, Республика Конго, Центральноафриканская Республика, Чад и с 1984 года Экваториальная Гвинея, — то есть аббревиатура сохранилась неизменной.
Денежные знаки, имеющие хождение в странах Западной и Центральной Африки, различаются по внешнему виду, но имеют одинаковое фиксированное соотношение к евро.
Курс франка КФА изначально был привязан к курсу французского франка. Первоначально было установлено соотношение 1,7 французского франка = 1 франку КФА, с октября 1948 года 2 французских франка = 1 франк КФА. После деноминации французского франка с 1 января 1960 года был установлен курс: 1 французский франк = 50 франков КФА, а с 12 января 1994 года 1 французский франк = 100 франков КФА. После введения евро с 1 января 2002 года 1 евро = 655,957 франка КФА.
В обмен на гарантию конвертируемости франка КФА со стороны Франции эти страны согласились поместить 65 % своих валютных резервов на специальный счёт в Казначействе Франции. Также метрополии было предоставлено право вето в отношении денежной политики стран Зоны франка в случае овердрафта счёта (то есть кредитования банком владельца текущего счёта сверх остатка на нём). Данные возможности французское правительство имеет и сейчас, и, таким образом, продолжает сохранять своё влияние.
Западноафриканский экономический и валютный союз (ЗАЭВС) и часть стран Экономическое сообщество стран Центральной Африки (ЭКОЦАС) используют Франк КФА в качестве региональной валюты.

## Страны и территории, использовавшие ранее франк КФА
| Страна             | Период обращения франка КФА | Эмиссионный центр | Валюта, заменившая франк КФА | Последующие замены валют                        |
| ------------------ | --------------------------- | --- | ---------------------------- | ----------------------------------------------- |
| Гвинея             | 1945—1960                   | Банк Западной Африки (1945—1955) Эмиссионный институт Французской Западной Африки и Того (1955—1960)                                                                         | Гвинейский франк             | Гвинейский сили (1972), Гвинейский франк (1986) |
| Джибути            | 1945—1949                   | Банк Индокитая (1945—1949) | Франк Джибути                | —                                               |
| Коморские Острова  | 1945—1978                   | Банк Мадагаскара (1945—1959) Банк Мадагаскара и Коморских островов (1959—1975) Эмиссионный институт Коморских островов (1975—1978)                                           | Коморский франк              | —                                               |
| Мавритания         | 1945—1973                   | Банк Западной Африки (1945—1955) Эмиссионный институт Французской Западной Африки и Того (1955—1962) Центральный банк государств Западной Африки (1962—1973)                 | Мавританская угия            | —                                               |
| Мадагаскар         | 1945—1963                   | Банк Мадагаскара (1945—1959) Банк Мадагаскара и Коморских островов (1959—1963)                                                                                               | Малагасийский франк          | Малагасийский ариари (2005)                     |
| Майотта            | 1945—1976                   | Банк Мадагаскара (1945—1959) Банк Мадагаскара и Коморских островов (1959—1962) Эмиссионный институт заморских департаментов Франции (1962—1976)                              | Французский франк            | Евро (2002)                                     |
| Реюньон            | 1945—1974                   | Центральная касса Заморской Франции (1945—1958) Центральная касса экономического сотрудничества (1958—1959) Эмиссионный институт заморских департаментов Франции (1959—1974) | Французский франк            | Евро (2002)                                     |
| Сен-Пьер и Микелон | 1945—1973                   | Центральная касса Заморской Франции (1945—1958) Центральная касса экономического сотрудничества (1958—1959) Эмиссионный институт заморских департаментов Франции (1959—1973) | Французский франк            | Евро (2002)                                     |

## Современный франк КФА

### Франк КФА BEAC

Страны ЭКОЦАС + члены КПСЦА

Франк КФА BEAC является денежной единицей шести стран из десяти стран, входящих в Экономическое сообщество стран Центральной Африки (ЭКОЦАС). Эмиссионным центром является Банк государств Центральной Африки, учреждённый в 1972 году и начавший операции 2 апреля 1973 года.
В настоящее время в обращение выпускаются монеты в 1, 2, 5, 10, 25, 50, 100, 500 франков и банкноты образца 2002 года в 500, 1000, 2000, 5000, 10 000 франков.

### Франк КФА BCEAO

Страны ЗАЭВС

Франк КФА BCEAO является денежной единицей восьми стран Западноафриканского экономического и валютного союза (ЗАЭВС) (фр. Union économique et monétaire ouest-africaine, англ. The West African Economic and Monetary Union). Эмиссионным центром является Центральный банк государств Западной Африки, учреждённый в 1959 году и начавший операции в 1962 году.
В настоящее время в обращение выпускаются монеты в 1, 5, 10, 25, 50, 100, 200, 250, 500 франков и банкноты образца 2003 года в 1000, 2000, 5000, 10 000 франков.